# 1949年阿富汗议会选举
1949年阿富汗议会选举选举了1949-1951年任期的议员，选举前此前发布了一项皇家公告，呼吁人民参选，被认为是一次相对自由的选举。

## 背景
1931年阿富汗宪法规定要设立一个两院制立法机构，其中下院由人民选举产生。所有20岁以上的男性都有资格投票，投票是基于简单多数制。

## 选举制度
1931年选举法规定，在选举日，选民将聚集在省城，在政府官员和宗教领袖的监督下讨论本地区的候选人。议会最终同意的候选人将被派往喀布尔担任议员。只有在没有达成共识的情况下才会真正进行投票，这意味着人民事实上以鼓掌选举的方式同意或不同意当局所提供的候选人。